# Exotische Kurzhaarkatze
| Exotische Kurzhaarkatze | Exotische Kurzhaarkatze         |
| Standard Nr.            | Standard Nr.                    |
| ----------------------- | ------------------------------- |
| Schulterhöhe            | ca. 22 cm                       |
| Länge                   | ca. 70 cm                       |
| Gewicht                 | Kater: 3,5 ⌀ kg Katze: 3,0 ⌀ kg |
| Liste der Katzenrassen  |                                 |

Die Exotische Kurzhaarkatze ist eine Rasse der Hauskatze, die erstmals von US-amerikanischen Katzenliebhabern gezüchtet wurde.
Die Rasse gründet sich auf der Kreuzung von Perserkatzen und der American-Shorthair-Rasse. Durch das Einkreuzen der Burmesen entwickelten die Züchter die Rasse weiter. So entstand ein Katzentyp, der das kindliche Aussehen, den Körperbau und den ruhigen Charakter der Perserkatze und das pflegeleichtere Fell der American-Shorthair-Katze hat. 
In den USA ist der Rassestandard seit 1966 anerkannt. Bei der Reorganisation der FIFe-Standards 1986 wurden Perser und Exotische Kurzhaarkatze in eine Klasse zusammengelegt, deren Züchtungen sich in Felllänge, Felltextur und Farbe aufgliedern. Nach anfänglichen Kreuzungsversuchen mit anderen Rassen wird heute nur noch mit Züchtungen von Perserkatzen gekreuzt.
Trotz der Bezeichnung als Kurzhaarkatze soll das Fell eher halblang und plüschartig sein und nicht glatt am Körper anliegen. Die Farbvarianten sind wie bei den Perserkatzen sehr vielfältig und werden auch fortlaufend ergänzt.